# 13.ᵉʳ Grupo Aéreo del Cuerpo de Marines
El 13.er Grupo Aéreo del Cuerpo de Marines (en inglés: Marine Aircraft Group 13, MAG-13) es una unidad de aviación del Cuerpo de Marines de los Estados Unidos basada en la Estación Aérea del Cuerpo de Marines de Yuma que actualmente está compuesto por cuatro escuadrones de AV-8B Harrier y un escuadrón de mantenimiento y logística. El grupo está bajo el mando de la 3.ª Ala de Aérea del Cuerpo de Marines y de la I Fuerza Expedicionaria de Marines.

## Misión
Proporcionar apoyo aéreo a los comandantes de la Fuerza de Tareas Aero-Terrestre de Marines.

## Unidades subordinadas
Escuadrones de AV-8B Harrier
- VMA-211
- VMA-214
- VMA-311
- VMA-513

Escuadrón de mantenimiento
- MALS-13

## Historia

### Segunda Guerra Mundial
El 13.er Grupo Aéreo del Cuerpo de Marines fue activado el 1 de marzo de 1942, en San Diego, California. Una semana más tarde el escalafón adelantado del grupo se encontraba en ruta hacia Samoa. Los primeros aviones del MAG-13 llegaron a Tutuila el 2 de abril de 1942 momento en cual ellos asumieron la responsabilidad por la defensa aérea de la Samoa Americana. En estos días iniciales de la guerra antes de las victorias en Midway y Guadalcanal, Samoa era considerada muy vulnerable y abierta a ser atacada por los japoneses. La mayoría de los pilotos del MAG-13 estaban subentrenados y a cada escuadrón del MAG-13 también se le ordenó organizarse como una compañía de infantería si surgía la necesidad de defender a las islas. Para el 27 de mayo parte del grupo estaba basado en Funafuti y el 15 de diciembre otro elemento se movió a Nanomea. Los escuadrones del grupo operaban desde Wallis, Nukufetau, Tarawa y Atolón de Makin antes de que todo el grupo fuera consolidado en Majuro en abril de 1944. Desde allí participaron en la campaña para neutralizar las bases japonesas dejadas de lado ubicadas en las Islas Marshall. El grupo permaneció en Majuro hasta el final de la guerra. El MAG-13 regresó a la costa occidental en octubre de 1945 y fueron desactivados poco después de eso.

### Años posteriores a la Segunda Guerra Mundial
Reformado en marzo de 1951, a principios de 1953 el grupo se movió a la Estación Aérea del Cuerpo de Marines de Kaneohe Bay , Hawái, con dos escuadrones de caza y el 2.º Escuadrón de Control Aéreo del Cuerpo de Marines. Las unidades de aviación basadas en la Estación Aérea del Cuerpo de Marines de El Toro eran rotadas desde la MCAS Kaneohe Bay cada seis meses para entrenamiento hasta el abril de 1954. El 1 de mayo de 1956, la 1.ª Brigada de la Infantería de Marina asumió su título en lugar de la designación de 1.ª Fuerza de Tareas Aéreo Terrestre de Marines, y el MAG-13 proporcionó el apoyo aéreo para está organización. Ganó la distinción de ser el único Grupo de Aéreo del Cuerpo de Marines compuesto, compuesto de escuadrones de cazas, de ataque y de helicópteros, apoyando la parte terrestre de la brigada.

### Guerra de Vietnam
En junio de 1965, el MAG-13 se convirtió en una unidad de la 1.er Ala Aérea del Cuerpo de Marines ubicada en la Estación Aérea del Cuerpo de Marines de Iwakuni , Japón, desde donde operó hasta septiembre de 1966 cuando fue desplegado a Vietnam del Sur. Basado en Chu Lai, el MAG-13 apoyó a la III Fuerza Expedicionaria de Marines y otras fuerzas en las zonas tácticas del I y II Cuerpos, Laos, Vietnam del Norte y Camboya. Inicialmente el grupo consistía de los escuadrones VMFA-314, VMFA-323 y VMFA-542 todos operando F-4B Phantom. En diciembre de 1965, el VMFA-542 fue reemplazadoo por el VMFA-115 mientras que los VMFA-232 y VMFA-334 llegaron a principios de 1969 con equipados con los nuevos F-4J. Esta fue la estructura que permaneció durante la mayor parte de 1969. El cuartel general del MAG-13 dejó Vietnam en septiembre de 1970 y regresó a la MCAS El Toro en octubre de ese mismo año.

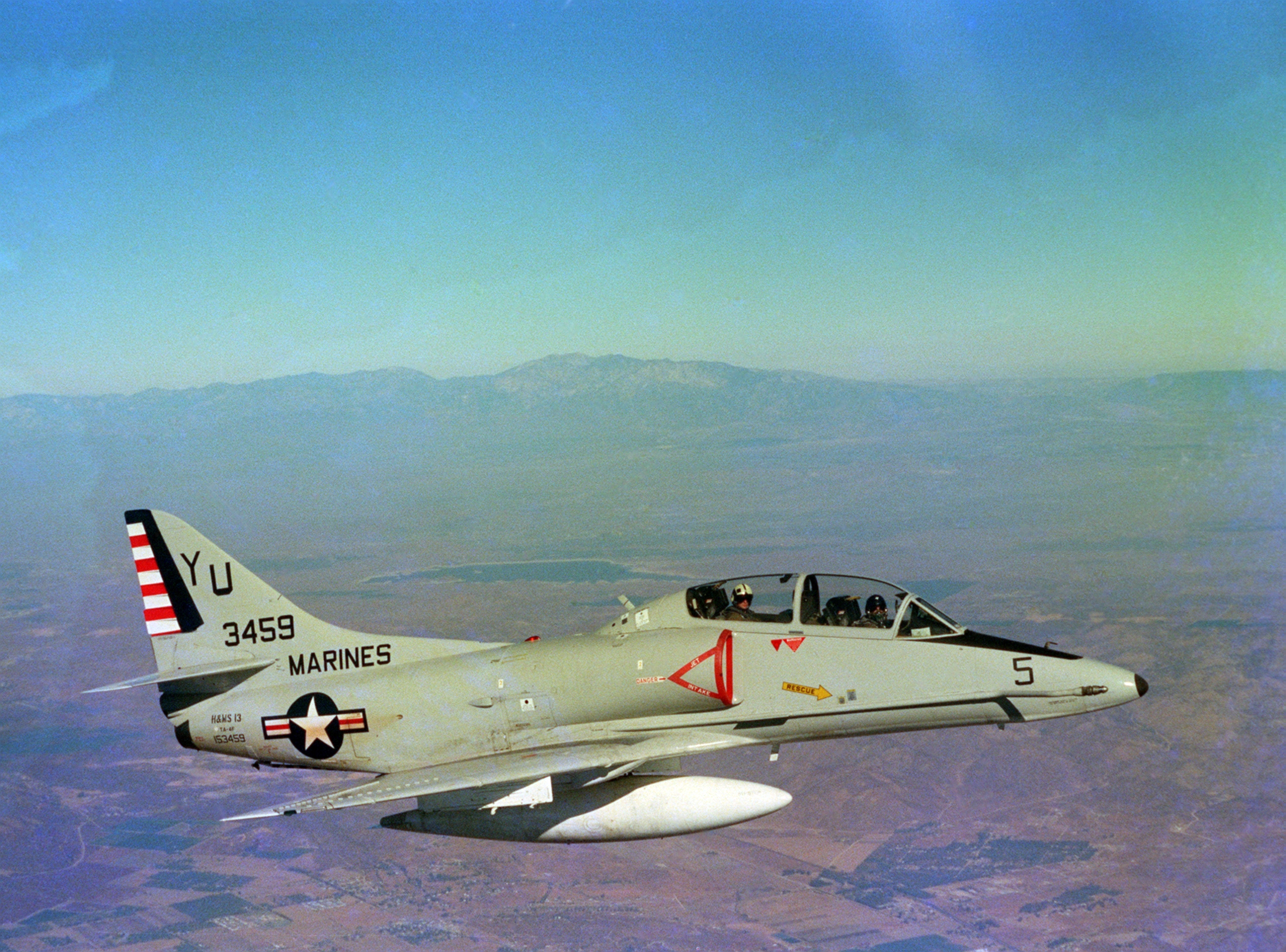
Un TA-4F Skyhawk perteneciente al H&MS-13 en el año 1975.

### Década de 1980 al presente
El grupo se movió a la Estación Aérea del Cuerpo de Marines de Yuma el 1 de octubre de 1987.

### Guerra global contra el terrorismo
A principios de enero de 2003 el MAG-13 fue desplegado al Golfo Pérsico durante la Guerra de Irak. Con 60 Harrier operando desde el USS Bonhomme Richard y 16 desde la Base Aérea Al Jaber ubicada en Kuwait, los Harrier del MAG-13 volaron más de 2000 misiones, sobre 3000 horas de vuelo y lanzaron sobre 340 194 kilos de armamento en apoyo de la I Fuerza Expedicionaria de Marines.
Entre el año 2003 y el año 2007 los cuatro escuadrones VMA de MAG-13 hicieron múltiples despliegues a la Base Aérea de Al Asad para apoyar las operaciones de combate de la coalición en Irak. Durante este periodo, los escuadrones del MAG-13 también se desplegaron a Japón para apoyar a la 31.ª Unidad Expedicionaria de Marines y proporcionaron destacamentos de aviones Harrier para apoyar a las Unidades Expedicionarias de Marines 11.ª, 13.ª y 15.ª  En el año 2005, los escuadrones del MAG-13 actualizaron los sistemas de aviónica y de software de sus aviones AV-8B, permitiéndoles una capacidad de ataque de precisión en todo tiempo. Estas mejoras en sus capacidades de combate fueron demostradas a principios del año 2006, cuando el VMA-513 se convirtió en el primer escuadrón de Harrier de la Infantería de Marina en emplear en combate la Munición de Ataque Directo Conjunta (en inglés: Joint Direct Attack Munition, JDAM).
Desde septiembre de 2001, el MAG-13 ha acumulado más de 15 000 horas de vuelo en combate en apoyo de la Operación Iraqi Freedom y la Operación Enduring Freedom.

## Galardones de la unidad
Desde el comienzo de la Segunda Guerra Mundial, las fuerzas armadas de Estados Unidos han honrado a varias unidades por su extraordinario heroísmo o sobresaliente servicio fuera de combate. Esta información tiene como fuente el sitio web oficial del 13.er Grupo Aéreo del Cuerpo de Infantería de Marina y está certificado por el comandante del Cuerpo de Infantería de Marina. Una mención o encomio de unidad es un galardón que es otorgado a una organización por la acción citada. A los miembros de la unidad que participaron en dichas acciones se les permite usar en sus uniformes dichos galardones. Los galardones otorgados son los siguientes:
| Gallardete | Reconocimiento                                                                            | Año(s)                                         | Información adicional                                                             |
| ---------- | ----------------------------------------------------------------------------------------- | ---------------------------------------------- | --------------------------------------------------------------------------------- |
|            | Gallardete de Mención Presidencial de Unidad con una Estrella de Bronce                   | 1966–1967, 2003                                | Guerra de Vietnam, Guerra de Irak                                                 |
|            | Gallardete de Mención de Unidad de la Armada con tres estrellas de bronce                 | 1967–68, 1968, 1969–70, 1990–1991              | Guerra de Vietnam, Guerra del Golfo                                               |
|            | Gallardete de Mención de Unidad Meritoria de la Armada con dos estrellas de bronce        | 1994-5, 1999–2000, 2006                        |                                                                                   |
|            | Gallardete de la Medalla de la Campaña en Asia-Pacífico con una estrella de bronce        |                                                |                                                                                   |
|            | Gallardete de la Medalla de la Victoria en la Segunda Guerra Mundial                      | 1942–1945                                      | Guerra del Pacífico                                                               |
|            | Gallardete de la Medalla por Servicio en la Defensa Nacional con tres estrellas de bronce | 1950–1954, 1961–1974, 1990–1995, 2001–presente | Guerra de Corea, Guerra de Vietnam, Guerra del Golfo, Guerra contra el terrorismo |
|            | Gallardete de la Medalla por Servicio en Vietnam con dos estrellas de plata               | 1965, 1966–1967                                |                                                                                   |
|            | Gallardete de la Medalla por Servicio en el Sudeste de Asia con dos estrellas de bronce   | 1990–1991                                      | Operación Desert Shield, Operación Tormenta del Desierto                          |
|            | Gallardete de la Medalla de la Campaña en Irak                                            | 2006, 2007–2008, 2009                          |                                                                                   |
|            | Gallardete de la Medalla Expedicionaria de la Guerra Global contra el Terrorismo          | 2001–presente                                  |                                                                                   |
|            | Gallardete de la Medalla por Servicio en la Guerra Global contra el Terrorismo            | 2001–presente                                  |                                                                                   |
|            | Gallardete de la Cruz al Valor de Vietnam con palmas                                      |                                                |                                                                                   |
|            | Gallardete de Mención de Unidad Meritoria por Acciones Civiles de Vietnam                 |                                                |                                                                                   |